# Ой (народ)
Ой (варіанти написання Oy, Oi, Oey, Huei, Huey, Hoi) — один із 49 офіційно визнаних народів Лаосу.
До складу ой включають також підгрупи тхе (The), сорк (Sork, Sawk, Sok), сапуан (Sapuan) та інті (Inthi, Inn Tea), які окремі джерела розглядають як незалежні етнічні групи, проте всі вони вважають себе частиною народу ой.

## Чисельність і розселення
Чисельність ой за даними перепису населення Лаосу 2015 року становила 23 513 осіб.
Живуть у провінції Аттапи (райони Санамсай, Сайсетха і Самакхисай), більшість зосереджена в районі Санамсай, на захід від міста Аттапи. Підгрупа тхе розселена в кількох селах на південних схилах плато Боловен, підгрупи сорк та сапуан живуть у селах Бансорк та Бансапуан відповідно, розташованих одне проти одного на протилежних берегах річки Секонг приблизно за 37 км на північ від міста Аттапи.

## Мова
Говорять мовою ой (код ISO 639-3: oyb), яка належить до західно-банарської групи австроазійських мов і розпадається на ряд діалектів. Поширена також лаоська мова.
Власної писемності немає. Рівень писемності лаоською становить 50 % (69 % серед чоловіків та 34 % серед жінок); 47 % ніколи не відвідували школу.

## Історія
Ой, здається, давно оселилися в лаоській провінції Аттапи. Усна історія розповідає, що колись вони займали правий берег річки Секонг, але прибуття лаосців змусило їх відступити на південні схили плато Боловен, де зараз мешкає більшість народу.

## Вірування
60 % ой дотримується буддизму, 39 % зберігають народну релігію, 1 % християни.
Традиційна релігія ой базується на вірі в численних духів. Існують духи-охоронці села, а також духи лісу, річок тощо. Традиційно в селах організовують ритуали вшанування наймогутніших духів району, при цьому жертвують декількох буйволів. Усі мешканці, багаті чи бідні, повинні брати участь у цьому ритуалі. Дух рису має для ой особливе значення в забезпеченні хорошого врожаю. Щороку на початку грудня селяни відзначають сезон збору врожаю, багато пиячать та їдять.
Неналежна поведінка, наприклад, порушення табу, за віруваннями ой, може викликати гнів духів. Для їхнього заспокоєння вимагається принесення жертви, залежно від характеру злочину, це може бути курка, свиня або навіть буйвіл.
На початку 1960-х років більшість громад ой прийняла буддизм. У деяких селах вже є буддійські монастирі, в яких живуть ченці та учні. Вплив буддизму змінив традиційний спосіб життя народу. Буддисти ой кремують своїх померлих. Однак померлих дітей віком до п'яти років вони ховають. На відміну від більш ізольованих громад на півдні Лаосу, ой не практикують анімістичних церемоній вже більше 50 років. Анімістичні ритуали воскресають у них лише за великих потреб, наприклад, у випадку серйозних хвороб, епідемій або стихійного лиха. Хоча сьогодні хвороба є головною проблемою селян, з якою вони вдаються до традиційної релігії, іноді також проводять церемонії, покликані схилити духів дарувати людям хороший урожай чи виявити іншу прихильність. Проте ой вже не витрачають стільки часу, зусиль та грошей на жертви, як це було в минулому.
Незважаючи на поширення буддизму, в суспільстві ой все ще високо шануються шамани. Шамани спілкуються з духами й мають значну владу над людьми. Хворі зазвичай довіряють цілющим силам своїх шаманів і навіть не розглядають варіант відвідування найближчої лікарні для лікування туберкульозу, малярії чи інших серйозних захворювань; це часто стає причиною смерті людей. Шамани, користуючись власними методами, визначають, який дух спричинив хворобу чи лихо, призначають необхідну жертву й здійснюють її.

## Господарство
Основною продовольчою культурою ой є рис.
Сапуани та сорки, що живуть біля річки Секонг, вирощують рис на заливних полях, води для зрошення тут достатньо. Їхні поля розбиті на сотні невеликих прямокутних ділянок, пов'язаних між собою низькими глиняними дамбами, що регулюють надходження води. Культуру рису сапуани та сорки поєднують з аквакультурою, на своїх рисових полях вони викопують ставки, де вирощують рибу. В сухий сезон займаються вирощуванням овочів.
В розташованих вище районах води недостатньо для вирощування вологого рису, й місцеве населення вирощує суходільний рис підсічно-вогневим способом. Крім того, тут вирощують кукурудзу, овочі, спеції та фрукти. Біля хат саджають банани, кокосові пальми та мангові дерева. Деякі домогосподарства також вирощують тютюн.
Усі підрозділи ой тримають буйволів, свиней, качок та курей. Розводять також собак і їдять їхнє м'ясо. Худобу навколо села можна побачити рідко.
Риболовля — важлива діяльність для сорків та сапуанів. Вони ловлять рибу в річці Секонг вудками, пастками та сітками, роблять це або з берега, або з невеличких човнів.
Ой мають певні навички ремесла: плетуть кошики, килимки, простий побутовий посуд з бамбука та ротанга, виготовляють різні пастки для лову щурів та птахів. Сапуани та тхе займаються гончарством, сорки — ковальством.
Всі ой є спеціалістами з варіння місцевого рисового самогону.

## Суспільство
Село є головною політичною одиницею в ой. Не існує жодних соціальних чи політичних об'єднань вище цього рівня. Селом керує обраний сільський староста, якому допомагає рада старійшин.
Рівень багатства вимірюється кількістю буйволів та розміром рисових полів.
Головною побутовою й господарською одиницею є нуклеарна сім'я, до складу якої може входити неодружена сестра або овдовілий батько. Моногамія є нормою суспільства. У минулому суспільство ой було більш матріархальним, ніж зараз. Батько є головою сім'ї, хоча після одруження молодята зазвичай живуть у сім'ї дружини, поки не зможуть побудувати власну хату. Жінки, як і раніше, вирішують грошові питання.
Коли молода пара хоче одружитися, хлопець має скористатися послугами свата, який приходить до батьків дівчини з проханням схвалити шлюб. Призначається викуп за наречену, розмір якого залежить від статків сім'ї, але він повинен включати принаймні буйвола, кілька курей та трохи грошей.
Батьківська хата дістається в спадок найстаршій дитині — синові або дочці.

## Житло
Зазвичай ой селяться в низинах, поблизу річок чи струмків, уникаючи лісових та гірських районів. Їхні села складаються з 50-180 хат. Поселення мають вільне планування, ой не використовують якогось встановленого зразка забудови. Вони не мають громадських хат. Садиба може бути огороджена парканом з бамбука або живоплотом, але може бути й відкритою з усіх боків. Ой також ставлять хижі на своїх рисових полях. У сорків та сапуанів хати розкидані серед рисових полів на досить значній відстані одна від одної.
Свої хати ой ставлять на палях, хати прямокутні в плані, стіни зазвичай складають з бамбукових матів, дах двосхилий, криють його соломою. До ганку ведуть бамбукові або дерев'яні сходи. На фронтонах іноді присутнє дерев'яне різьблення, що зображає буйволині роги. Хати в сорків та сапуанів відрізняються величезною висотою паль, які підіймають підлогу на висоту щонайменше 3 метри над землею. Замість драбини до входу веде довга колода, короткі залишки обрізаних гілок використовуються як щаблі; старшим людям дуже незручно й важко підніматися такими сходами. Внутрішній простір у хаті поділяється щонайменше на дві кімнати. Одна використовується як житлове приміщення з кухонною зоною в задній частині, інша — як спальне відділення.
Простір під хатами використовують для зберігання дров та сільськогосподарських інструментів. Майже біля кожної хати в сорків та сапуанів є великий майданчик для лущення рису, але в селах інших підрозділів ой такого немає.

## Одяг
У минулому на свята ой вдягали досить характерні народні костюми. Традиційний жіночий костюм ой включає бавовняну жилетку з короткими рукавами, яку вдягають через голову, бавовняний саронг, що спускається трохи нижче колін, і дуже характерний головний убір. Жилетка посередині має вертикальну чорну смугу, оточену двома червоними смугами, ще одна широка синьо-фіолетова смуга розташована біля пахв. Саронг, на відміну від жилетки, прикрашений горизонтальними смужками: широкими чорними в центрі та по нижньому краю, а також тоншими смужками червоного, жовтого, синьо-фіолетового та чорного кольорів, що чергуються. Найяскравішою частиною жіночого костюма є капелюх. Його верхня частина складається з плоскої широкої основи, а його нижня частина — це конус, який дозволяє розмістити головний убір на маківці голови. Численні бавовняні нитки червоного, білого та чорного кольорів по колу звисають з верхньої основи, покриваючи волосся та лоб жінки.
Чоловічий святковий наряд не менш цікавий, ніж жіночий. Чоловіки також носять жилет з короткими рукавами, але в чоловіків він має отвір у центрі, а комір набагато глибший, ніж у жіночій жилетці. Розташування вертикальних кольорових смуг також інше: попереду по обидва боки від отвору йде широка червона смуга, за нею з кожного боку синьо-фіолетова й, нарешті, чорна смуга розташована під кожною пахвою. Традиційно чоловіки ой носили пов'язку на стегнах, прикриту довгою бавовняною тканиною спереду й ззаду, ця тканина сягає ніг, вона має широку чорну смугу по центру та широкі червоні смуги на краях. На голову чоловіки вдягали високий конічний капелюх з невеликим пучком червоного кольору ниток у верхній частині.
Сьогодні традиційні святкові костюми ой знайти важко. Повсякденне вбрання народу — це звичайний фабричний одяг лаоського виробництва. Дещо відрізняє ой від інших етнічних груп на півдні Лаосу конічний солом'яний капелюх власного виробництва. Його вдягають переважно жінки, але іноді й чоловіки.